# Los crímenes de Oxford
Los crímenes de Oxford (The Oxford Murders) es una película de coproducción entre España, Francia y el Reino Unido dirigida en el 2008 por Álex de la Iglesia, con actuación de Elijah Wood, John Hurt y Leonor Watling. 
La película está basada en la novela Crímenes imperceptibles (titulada en España Los crímenes de Oxford), del escritor argentino Guillermo Martínez. Se estrenó el 18 de enero.

## Sinopsis
Martin (Elijah Wood) es un estudiante estadounidense que llega a Oxford para que el prestigioso Arthur Seldom (John Hurt) dirija su tesis. Lo que no imagina es que cuando su casera (Anna Massey) aparezca asesinada, alumno y profesor se verán envueltos en la resolución de un crimen donde su asesino les está dejando pistas constantemente.

## Crítica
Álex de la Iglesia adapta para la gran pantalla la novela de Guillermo Martínez, Crímenes imperceptibles, con una estética a medio camino entre los thrillers de Hollywood y los clásicos del cine negro. Se muestra como un director de culto en España gracias a sus inicios (El día de la bestia, La comunidad), aunque también hubo de soportar fracasos en taquilla (800 balas). Rodada en inglés, Los crímenes de Oxford plantea la resolución de un misterio, pero el espectador también está invitado a reflexionar sobre aspectos más trascendentales como la existencia de una lógica oculta que ordena la realidad. En Estados Unidos fue valorada como una de las peores películas españolas de la historia estrenadas allí, criticando duramente las interpretaciones de Elijah Wood, John Hurt y Leonor Watling.
En la película los nombres de matemáticos importantes, así como también los nombres de teoremas (y conjeturas) clásicos, no son usados, o simplemente son reemplazados por otros nombres; esto hace que la película esté desligada de ese fondo matemático no especializado que es una de las características más notables del libro.

## Reparto
- John Hurt - Arthur Seldom
- Elijah Wood - Martin
- Leonor Watling - Lorna
- Julie Cox - Beth
- Dominique Pinon - Frank
- Burn Gorman - Yuri Ivanovitch Podorov
- Jim Carter - Inspector Petersen
- Anna Massey - Mrs. Eagleton
- Alex Cox - Kalman
- Tom Frederic - Ludwig Wittgenstein
- Roque Baños - Director
- Alan David - Mr. Higgins
- Tim Wallers - Abogado Defensor
- Ian East - Howard Green
- Charlotte Asprey - Mujer de Howard Green

## Premios y candidaturas
XXIII edición de los Premios Goya
| Categoría                     | Persona                                     | Resultado |
| ----------------------------- | ------------------------------------------- | --------- |
| Mejor película                | Mejor película                              | Nominada  |
| Mejor director                | Álex de la Iglesia                          | Nominado  |
| Mejor guion adaptado          | Jorge Guerricaechevarría Álex de la Iglesia | Nominados |
| Mejor música original         | Roque Baños                                 | Ganador   |
| Mejor montaje                 | Alejandro Lázaro                            | Ganador   |
| Mejor dirección de producción | Rosa Romero                                 | Ganadora  |

Medallas del Círculo de Escritores Cinematográficos de 2008
| Categoría            | Persona                                     | Resultado |
| -------------------- | ------------------------------------------- | --------- |
| Mejor guion adaptado | Álex de la Iglesia Jorge Guerricaechevarría | Nominados |
| Mejor música         | Roque Baños                                 | Ganador   |
| Mejor montaje        | Alejandro Lázaro                            | Nominado  |